# الإسلام في السويد

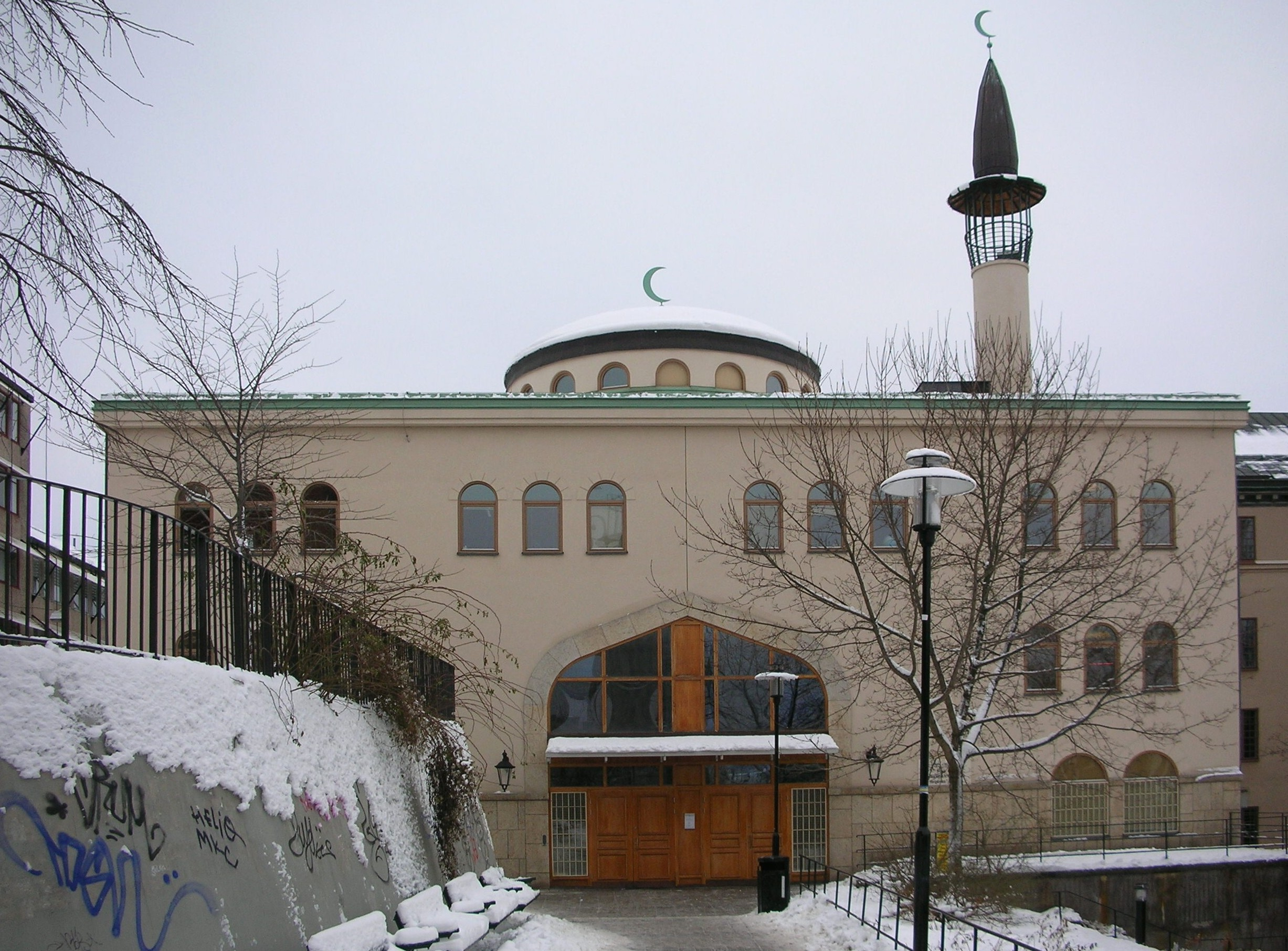
جامع زايد بن سلطان آل نهيان مسجد ستوكهولم

قدر تقرير 2014 أن هناك 150,000 إلى 200,000 مسلم يمارس دينه بانتظام في السويد. الدافع الرئيسي لانتشار الإسلام في السويد هو الهجرة منذ أواخر الستينات. حددت مصادر أخرى إجمالي رقم المسلمين بحوالي 6% (ما يقرب من 600,000) من مجموع السكان السويديين. يوثق تقرير بيو للأبحاث لعام 2017 السكان المسلمين بنسبة 8.1% من إجمالي سكان السويد البالغ 10 ملايين (حوالي 810 ألف شخص).

## وصول الإسلام إلى السويد
أول المسلمين الذين وصلوا السويد كانوا تتار روسيا، ثم أخذ بعض السويديين يعتنقون الإسلام، وكثر عدد المسلمين نتيجة هجرة العمال المسلمين للعمل في الصناعة والأعمال اليدوية. والمسلمون يتوزعون على جنسيات مختلفة، فمنهم السويديين والأتراك والتتار واليوغسلاف والإيرانيين والعرب خاصة العراقيين (جراء حرب 1991) وقلة من اللبنانيين والسوريين والمغاربة.

## الجمعيات الإسلامية في السويد
يوجد مركز وجمعية ومدرسة إسلامية في استكهولم، والرابطة الإسلامية في السويد-استكهولم، ومركز إسلامي في فالنجاي، وجمعية ومركز إسلامي في مالمو. ويوجد 17 تنظيماً إسلامياً في المدن الرئيسية السويدية. هذا وقد صدرت ترجمة لمعاني القرآن الكريم سنة (1291هـ - 1874م). كما صدرت أحدث ترجمة في سنة 1998م عن المترجم محمد كنوت برنستروم.

## التحول الديني
لا توجد إحصائيات رسمية حول العدد الدقيق للسويديين المتحولين إلى الإسلام، لكن بحسب آن صوفي روالد، وهي مؤرخة للأديان في جامعة مالمو، تقدر أن عدد المتحولين من كنيسة السويد اللوثرية إلى الإسلام هو حوالي 3,500 شخص منذ عام 1960. وتقول رولد أيضًا أن التحويلات الدينية تحدث أيضًا من الإسلام إلى كنيسة السويد اللوثرية، وأكثرها بشكل ملحوظ من قبل الإيرانيين، ولكن أيضًا من قبل العرب والباكستانيين.

## الإسلاموفوبيا
زادت نسبة العنصرية والتمييز تجاه المسلمين في السويد طبقًا لمجلس مُكافحة الجريمة، بنسبة 69%، منذ عام 2009. بيّن التلفزيون السويدي، أن العديد من النساء المسلمات الشابات، اللواتي يرتدين الحجاب، يتعرضن لمضايقات وازدراءات أزدادت خلال السنوات الماضية في البلاد، وأن الاعتداءات أصبحت أكثر عدوانية من ذي قبل.ارتفعت أعداد البلاغات المُتعلقة بجرائم الكراهية والمضايقات في السويد، وباتت تلك الجرائم تُشكل توترًا بين الأقليات ذات الاصول الأجنبية والدينية. وبعد أن سلط التلفزيون السويدي الضوء على مُعاداة اليهود والمسلمين، قامت صحيفة إيكسبرسين بنشر سلسلة تقارير عن تجارب نساء مُسلمات تعرضن للاضطهاد بسبب لبسهن للحجاب تحت مُسمى «الكراهية ضد الحجاب».وسلطت فيها الضوء كل يوم على قصة امرأة مسلمة محجبة تعرضت للاضطهاد أو الاعتداء اللفظي أو الجسدي.
صاحب الفكرة هو الصحفي ديامنت ساليهو، الذي قرر إيصال صوت النساء المُسلمات المُتضررات من جرائم الكراهية وإبراز ما تتعرض له المُحجبات في السويد بشكل صحفي بسبب أنه يرى تزايدًا في أعداد البلاغات التي تصل إلى الشرطة، دون أن تُؤدي إلى إصدار حكم فيها تواصل ساليهو مع معارفه الشخصية وحركات نسوية تعمل ضد التمييز والعنصرية لكي يلتقي بنساء مُستعدات لمُشاركة المُجتمع السويدي قصصهن. وأعلن ساليهو أنه وعلى الرغم من كثرة حالات جرائم الكراهية المُوجهة ضد النساء المحجبات، إلا أنه وجد صعوبة بإقناعهن بالوقوف أمام الكاميرا والإعلان عن أسماءهن والحديث عما تعرضن له من اعتداءات مختلفة، لما يُمكن أن يشكل لهن من آلام نفسية عند استرجاع تفاصيل الحوادث، بالإضافة إلى خوفهن من التعرض إلى المزيد من الاضطهاد عند ظهورهن علنًا.
لا تظهر تلك المشكلة فقط بالاعتداءات المُباشرة، بل أيضًا في سوق العمل وعند البحث عن مسكن. السويد والتي تعد من أرقى دول الاتحاد الأوروبي حالها حال جيرانها الاسكندنافيين الدنمارك وفنلندا سمحت للمدارس والإدارات والشركات أن يقرروا هذه المسألة، الحجاب في محيط العمل- بأنفسهم دون اللجوء لسن تشريعات وقوانين تحظره، في حين الجارة النرويج قالت حكومتها في أكتوبر / تشرين الأول 2016 أنها تسعى للوائح تحظر تغطية كامل الوجه في المدارس والجامعات.
عام 2013 وبحسب مجلس مُكافحة الجريمة، تلقت الشرطة 5510 بلاغًا عن جرائم كراهية، حيث صُنف ثلاثة من أصل أربعة منها بأنها ارتُكبت لأسباب عنصرية، ووجهت 327 من جرائم العنصرية تلك ضد أشخاص من خلفيات مُسلمة، وكان الجزء الأكبر منهم ضد النساء. وقال ساليهو أن المشكلة ترجع إلى عدم تمكُن الشرطة من حل تلك القضايا وإصدار أحكامصا بها، حيث أظهر مجلس مُكافحة الجريمة عام 2012 أنه تم التعرف على الجاني ومُحاكمته فقط بنسبة 3% من القضايا.

## وصلات خارجية
- https://web.archive.org/web/20181121093800/http://swedenvoice.se/m.html?l=a%2C30%2C31%2Cc%2C1%2C29%2C30%2C2388%2Chtml%2F%D8%A7%D9%84%D8%AA%D9%84%D9%81%D8%B2%D9%8A%D9%88%D9%86-%D8%A7%D9%84%D8%B3%D9%88%D9%8A%D8%AF%D9%8A%3A-%D8%A7%D9%84%D8%A5%D8%B9%D8%AA%D8%AF%D8%A7%D8%A1%D8%A7%D8%AA-%D8%B9%D9%84%D9%89-%D8%A7%D9%84%D9%85%D8%AD%D8%AC%D8%A8%D8%A7%D8%AA-%D9%81%D9%8A-%D8%A7%D9%84%D8%B3%D9%88%D9%8A%D8%AF-%D8%AA%D8%AA%D8%B2%D8%A7%D9%8A%D8%AF-%D9%88%D8%AA%D8%B5%D8%A8%D8%AD-%D8%A7%D9%83%D8%AB%D8%B1-%D8%B9%D8%AF%D9%88%D8%A7%D9%86%D9%8A%D8%A9-
- https://sverigesradio.se/sida/artikel.aspx?programid=2494&artikel=6087311
- http://kompassmedia.se/%D8%A7%D9%84%D8%A3%D8%AE%D8%A8%D8%A7%D8%B1/%D8%AA%D8%B9%D8%B1%D9%81-%D8%B9%D9%84%D9%89-%D8%A7%D9%84%D8%AF%D9%88%D9%84-%D8%A7%D9%84%D8%A3%D9%88%D8%B1%D9%88%D8%A8%D9%8A%D8%A9-%D8%A7%D9%84%D8%AA%D9%8A-%D8%AA%D8%AD%D8%B8%D8%B1-%D8%A7%D9%84%D8%AD/